# Mineriada din februarie 1990

Palatul Victoriei din Piața Victoriei

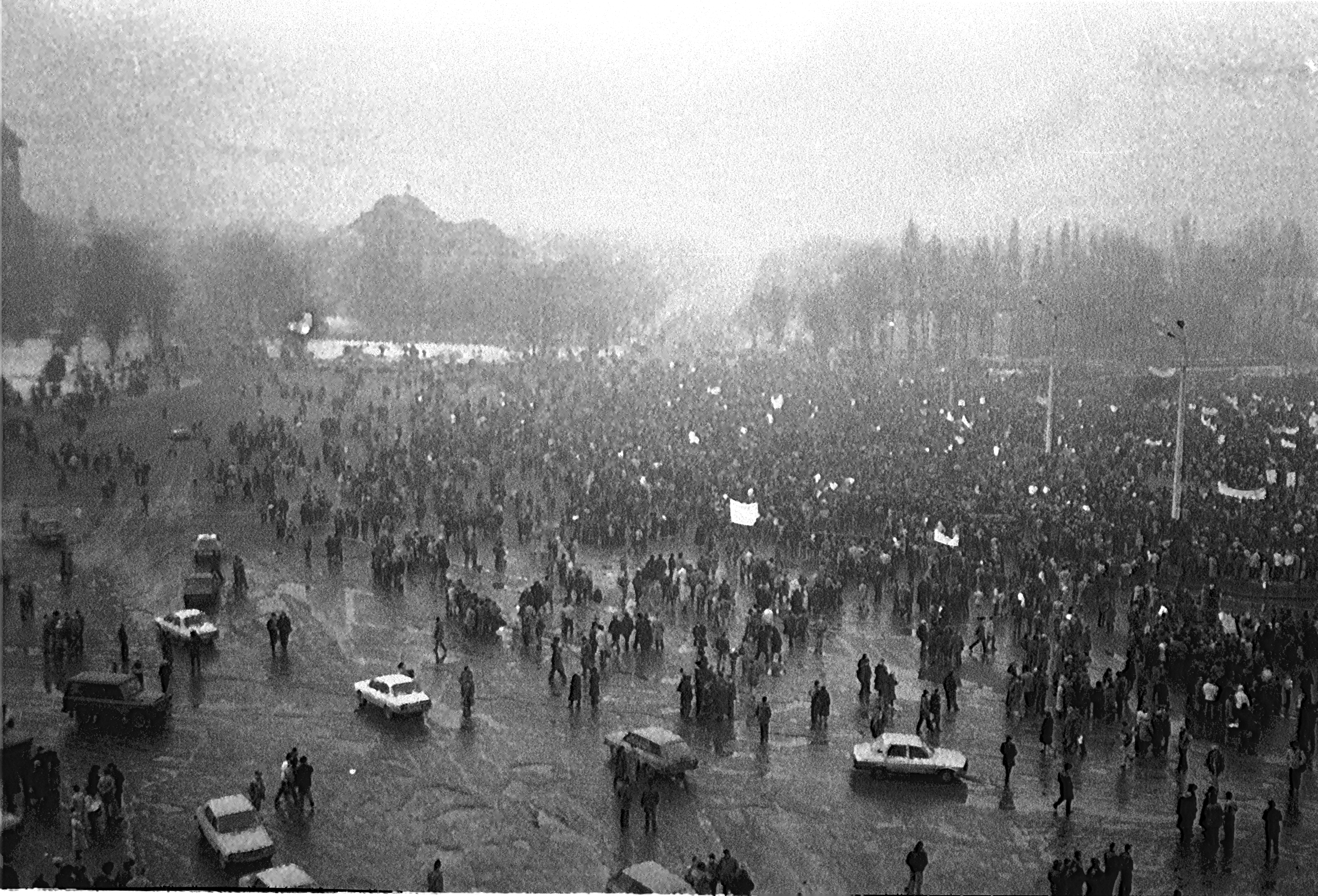
Panoramă a mineriadei

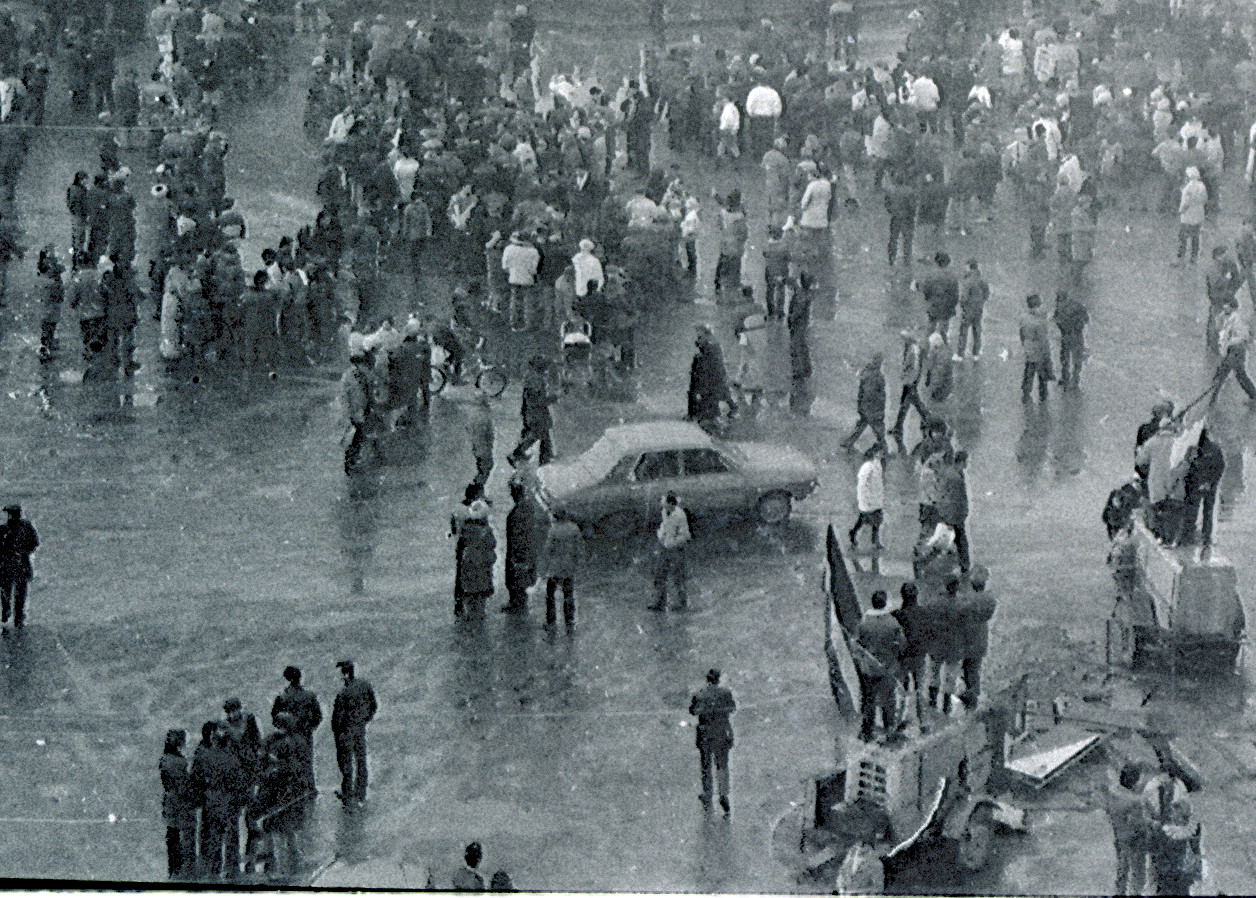
Protestatari

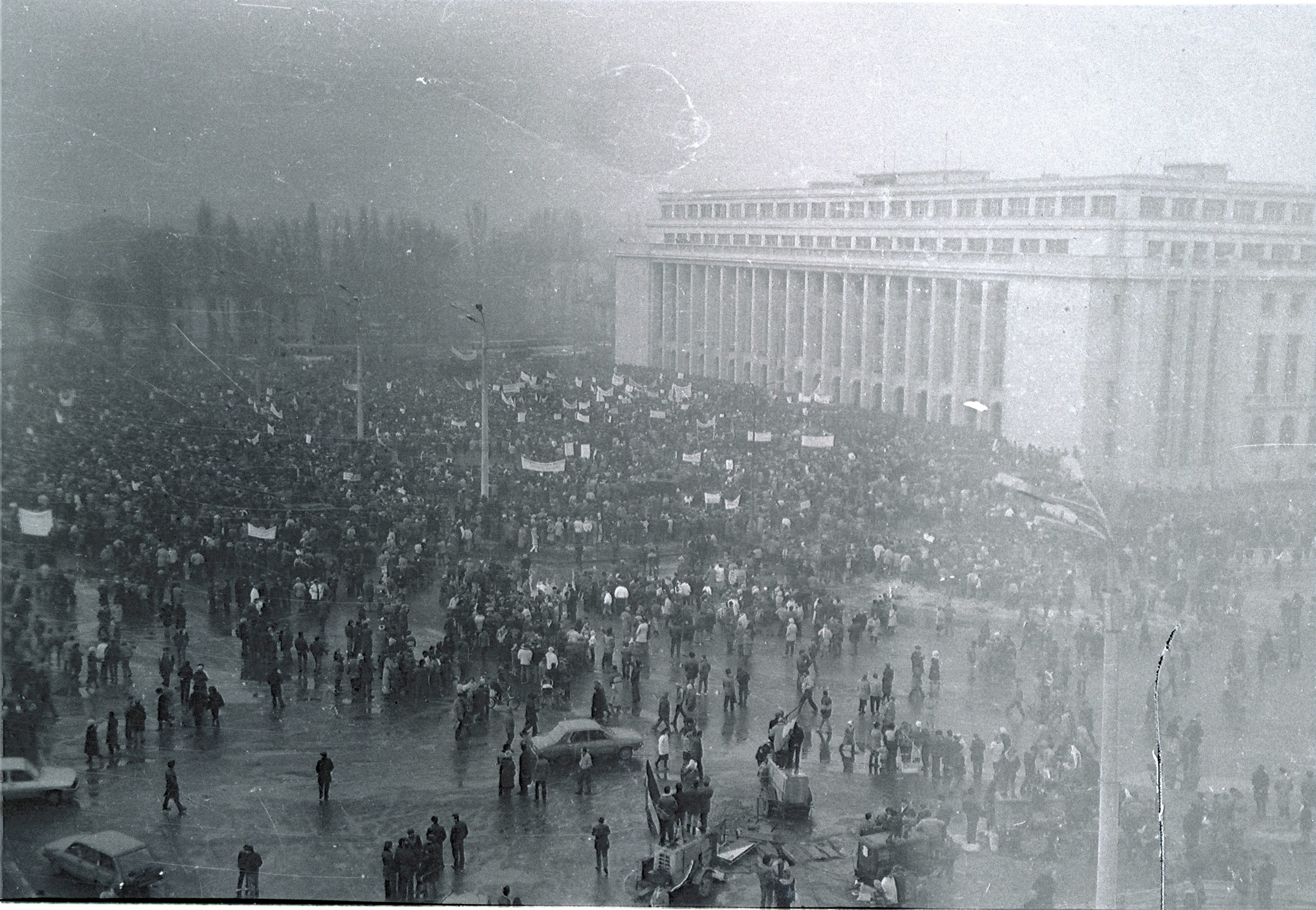
Clădirea Guvernului

Sub numele de Mineriada din februarie 1990 sunt cunoscute evenimentele care au avut loc în perioada 18-19 februarie 1990, în București. Forțele de ordine au intervenit violent pentru împrăștierea manifestanților care ocupaseră în 18 februarie 1990 sediul Guvernului din Piața Victoriei. În noaptea de 18-19 februarie 1990, la solicitarea autorităților din acea vreme, 4000 de mineri au fost aduși din Valea Jiului, în Capitală, pentru „restabilirea ordinii”
Nu s-au semnalat incidente violente între ortaci și locuitorii Capitalei și nici nu au existat raiduri minerești în alte zone ale orașului așa cum avea să se întâmple în iunie 1990. Minerii au părăsit Capitala în 19 februarie 1990.

## Desfășurarea evenimentelor
În 18 februarie 1990, în Piața Victoriei a avut loc o manifestație anticomunistă, urmată a doua zi, de o incursiune a minerilor la București. Evenimentele din acele zile au rămas cunoscute ca Mineriada din februarie 1990. Acțiunea fusese anunțată în urmă cu câteva zile, prin numeroase manifeste lansate în Capitală. Piața din fața sediului Guvernului Provizoriu (Palatul Victoria) s-a umplut curând cu câteva mii de manifestanți care au început să scandeze lozinci împotriva Frontului Salvării Naționale și a președintelui din acea vreme, Ion Iliescu. Inițial, manifestația era îndreptată împotriva Securității și comunismului, ca apoi, în scurt timp, nemulțumirile să fie îndreptate împotriva celor care preluaseră puterea după căderea lui Nicolae Ceaușescu. Pe pancarte protestatarilor era scris: „Jos Securitatea, suntem cu armata!”, „Securiștii-n mină, să avem lumină!”, „Securiștii pe tarla, să crească producția!”, „Revoluția a fost doar o rotație de cadre?”, „F.S.N.=P.C.R.”, „F.S.N., du-te în U.R.S.S.!”, „Nu mai vrem comuniști, securiști, activiști!” etc. Reprezentanții manifestanților  au cerut să aibă un dialog cu cei din guvern. La un moment dat, și-a făcut apariția în zona pieții, lângă intrarea în sediul Guvernului dinspre Bulevardul Iancu de Hunedoara, Gelu Voican Voiculescu, vice prim-ministru. Acesta s-a afișat ostentativ cu o armă automată. Gesturile și atitudinea lui Gelu Voican Voiculescu aveau să declanșeze nemulțumiri în rândurile celor prezenți. Au loc o serie de evenimente încă neelucidate pe deplin. Unii manifestanți au reușit să intre în Guvern.
În după amiaza zilei, din zona balconului de la etajul 1 al palatului s-a auzit un foc de armă. O parte din manifestanți s-au îndepărtat de zona intrării în clădire, huiduind. În același timp, câteva persoane au încep să arunce cu diverse obiecte înspre fațadă. Un individ s-a cațărat până aproape de balcon, după care a renunțat și s-a întors în mulțime. Armata care avea în pază dispozitivul s-a dat la o parte și a permis intrarea liberă a persoanelor în clădire. Primul grup care a pătruns în zona intrării principale au început  să distrugă cărți și mobilier, steaguri cu stema PCR și RSR, apoi s-au instalat la balcon. Accesul fiind liber, deși militarii erau prezenți, în scurt timp mai pătrund în imobil și alte câteva sute de manifestanți din piață. Într-un birou este descoperit Gelu Voican Voiculescu care a refuzat să dialogheze cu cei prezenți motivând că manifestanții sunt violenți. Câteva persoane din grupul celor care au forțat primii intrarea în palat, l-au îmbrâncit pe Voican spre balcon amenințându-l că va fi azvârlit de la etaj.
Spre seara, reprezentanți ai Armatei le-au cerut ziariștilor și altor protestatari să părăseasca zona deoarece vor interveni în scurt timp pentru eliberarea sediului Guvernului. O parte din persoane au părăsit clădirea, alții au ales să rămână la interior. La ieșirea principală, un general de Armată tria persoanele: o parte erau lăsate să plece, altele au fost luate la bătaie și reținute. Aparatele de fotografiat ale unor ziariști au fost zdrobite de pământ, la ordinul unui general care coordona acțiunea.
S-au făcut 105 arestări din rândurile celor care au fost prezenți la manifestație sau au intrat în sediul Guvernului. Cei reținuți au fost filmați de echipele Televiziunii Române și prezentați pe postul național TVR ca fiind "contrarevoluționari", "anarhiști", "persoane de la periferia societății" și care "au fost plătiți de conducerile partidelor istorice" (PNL și PNȚ-CD) pentru a răsturna prin forță regimul Iliescu.
În urma demersurilor reprezentanților unor sindicate și a FSN-ului, în noaptea de 18-19 februarie 1990 au fost aduși 4000 de mineri, din Valea Jiului. Reprezentanții FSN-ului, dar și ai Guvernului au solicitat minerilor să restabilească ordinea în Capitală. La sosirea lor, minerii au găsit în Piața Victoriei numeroși soldați și cadre de la Ministerul Apărării și Ministerul de Interne, protestatarii fiind deja împrăștiați de forțele de ordine. Președintele Ion Iliescu a anunțat că se vor lua măsuri drastice împotriva celor care au produs „acte de violență”.

## Victime
În urma intervențiilor forțelor de ordine, câteva zeci de persoane au fost rănite și 105 reținute. Dintre cei arestați, mai mulți studenți, jurnaliști și membri ai unor partide sau organizații civice au fost judecați în procedură de urgență și eliberați la anumite perioade de timp. Ceilalți arestați au fost împărțiți pe loturi și judecați pe durata câtorva luni de zile. Majoritatea au fost într-un final achitați după ce fuseseră ținuți în penitenciarele Rahova, Jilava, Râmnicu Sărat sau în arestul de la Ministerul de Interne. Crucea Roșie Internațională a intervenit, în repetate rânduri, în favoarea celor arestați solicitând autorităților române respectarea drepturilor acestora.
În 2007, o parte din cei arestați în 18 și 19 februarie 1990 au cerut revizuirea dosarului și au solicitat despăgubiri din partea statului român.